# Tiszaalpár
Tiszaalpár es un pueblo en el condado de Bács-Kiskun, en la región de la Gran Llanura del Sur en la parte meridional de Hungría.

## Geografía
Tiene una superficie de 91,13 kilómetros cuadrados y tiene una población de 4 810 habitantes en 2024.<ref name="pop"7< 

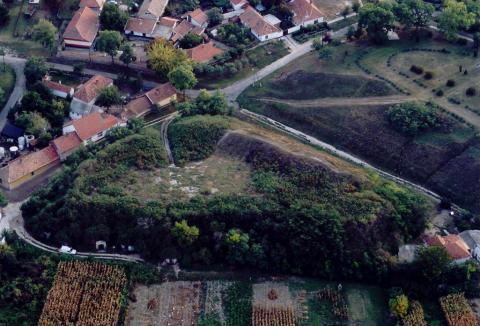
Tiszaalpár - fuerte terrestre desde arriba